# International Linear Collider
International Linear Collider (ILC) je návrh na výstavbu nového lineárního urychlovače částic s předpokládanou délkou 30–50 km. Jeho zprovoznění se plánuje na období mezi roky 2020 a 2025. Na rozdíl od urychlovače LHC, který je co do velikosti zhruba poloviční, bude umět kromě srážení protonů i urychlovat elektrony a pozitrony. Koncept tohoto urychlovače částic byl představen na vědecké konferenci v Paříži, v prvotním návrhu se počítá s kolizní energií 500 GeV, urychlovač lze však časem rozšířit až na 1000 GeV. Místo, na němž bude urychlovač vybudován, zatím nebylo vybráno.